# Wereldkampioenschap beachhandbal
Het Wereldkampioenschap beachhandbal brengt sinds 2004 om de twee jaar de beste beachhandbal teams ter wereld samen, onder auspiciën van de Internationale Handbalfederatie. Deze competitie heeft zowel een herentoernooi als een damestoernooi.

## Mannen
| Jaar | Organiserend Land | Goud                      | Zilver                    | Brons                     |
| ---- | ----------------- | ------------------------- | ------------------------- | ------------------------- |
| 2004 | Egypte            | Egypte                    | Turkije                   | Rusland                   |
| 2006 | Brazilië          | Brazilië                  | Turkije                   | Spanje                    |
| 2008 | Spanje            | Kroatië                   | Brazilië                  | Servië                    |
| 2010 | Turkije           | Brazilië (2)              | Hongarije                 | Turkije                   |
| 2012 | Oman              | Brazilië (3)              | Oekraïne                  | Kroatië                   |
| 2014 | Brazilië          | Brazilië (4)              | Kroatië                   | Qatar                     |
| 2016 | Hongarije         | Kroatië (2)               | Brazilië                  | Qatar                     |
| 2018 | Rusland           | Brazilië (5)              | Kroatië                   | Hongarije                 |
| 2020 | Italië            | Geannuleerd vanwege Covid | Geannuleerd vanwege Covid | Geannuleerd vanwege Covid |
| 2022 | Griekenland       | Kroatië (3)               | Denemarken                | Brazilië                  |
| 2024 | China             | Kroatië (4)               | Denemarken                | Portugal                  |

## Vrouwen
| Jaar | Organiserend Land | Goud                      | Zilver                    | Brons                     |
| ---- | ----------------- | ------------------------- | ------------------------- | ------------------------- |
| 2004 | Egypte            | Rusland                   | Turkije                   | Italië}                   |
| 2006 | Brazilië          | Brazilië                  | Duitsland                 | Rusland                   |
| 2008 | Spanje            | Kroatië                   | Spanje                    | Brazilië                  |
| 2010 | Turkije           | Noorwegen                 | Denemarken                | Brazilië                  |
| 2012 | Oman              | Brazilië (2)              | Denemarken                | Noorwegen                 |
| 2014 | Brazilië          | Brazilië (3)              | Hongarije                 | Noorwegen                 |
| 2016 | Hongarije         | Spanje                    | Brazilië                  | Noorwegen                 |
| 2018 | Rusland           | Griekenland               | Noorwegen                 | Brazilië                  |
| 2020 | Italië            | Geannuleerd vanwege Covid | Geannuleerd vanwege Covid | Geannuleerd vanwege Covid |
| 2022 | Griekenland       | Duitsland                 | Spanje                    | Nederland                 |
| 2024 | China             | Duitsland (2)             | Argentinië                | Nederland                 |